# Klemens von Stockhausen
Klemens von Stockhausen (* 3. September 1845 in Arnsberg; † 29. Oktober 1895 in Königsberg i. Pr.) war ein deutscher Richter und Verwaltungsjurist.

## Leben
Stockhausen studierte an der  Rheinischen Friedrich-Wilhelms-Universität Rechtswissenschaft. 1864  wurde er mit Carl Tewaag Mitglied des Corps Guestphalia Bonn. Zunächst Kreisrichter, kam er 1877 als Landrat in den  Kreis Pr. Holland. Von 1888 bis zu seinem Tod war er Landesdirektor der Provinzialverwaltung Ostpreußen. Er starb mit 50 Jahren.